# Setkání s Rámou
Setkání s Rámou (anglicky Rendezvous with Rama) je vědeckofantastický román Arthura C. Clarka vydaný roku 1973. Jedná se o první díl knižní série Ráma o mimozemské kosmické lodi prolétávající Sluneční soustavou. V Československu byl vydán poprvé v roce 1984 nakladatelstvím Svoboda.
Tento román byl oceněn cenou Hugo, cenou Locus, cenou Jupiter a cenou Campbell (v roce 1974) a cenou Nebula (1973) v kategorii nejlepší román. Je považován za klasický sci-fi román a jedno ze základních děl v bibliografii A. C. Clarka.

## Obsah románu

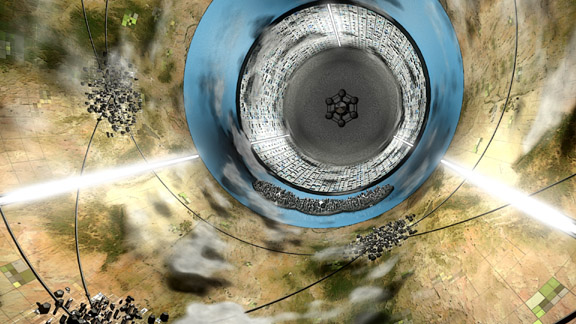
Grafické ztvárnění interiéru mimozemské kosmické lodi Ráma.

Po zničení severní Itálie dopadem meteoritu 11. září 2077 je zřízena Vesmírná ochrana, která má za úkol monitorovat létající objekty Sluneční soustavy.
Roku 2131 je za oběžnou dráhou Jupitera zpozorován objekt, později pojmenovaný Ráma. Automatická sonda Síta následně zjistila, že se jedná o dutý rotující válec délky 50 a průměru 20 kilometrů. Rámu se vydává prozkoumat nejbližší loď – Endeavour. Po přistání na ose válce a vstupu dovnitř nejsou zjištěny žádné známky života, i přes dýchatelný vzduch uvnitř.
Je zjištěno, že z osy válce vede směrem k plášti trojice schodišť (symetricky po 120°). Kromě nezvyklých objektů, připomínajících města, je také objeveno moře – jakožto prstenec zmrzlé vody asi uprostřed délky válce, držený u stěn odstředivou silou.
Průzkum začíná a mezitím se Ráma dostává blíže ke Slunci. Tím pádem také stoupá teplota nad bod mrazu a postupně taje Válcové moře. Ve stejnou dobu se rozzáří, do té doby neidentifikovatelné, příkopy, táhnoucí se podélně v pravidelných rozestupech po plášti válce. Astronauti mohou teprve nyní docenit monumentálnost interiéru Rámy.
Kapalné moře, bohaté na organické sloučeniny a kovy, nyní i dostatečně osvětleno, začíná hrát podstatnou roli v Rámově „ekosystému“. Vzniklé řasy zdvojnásobí množství kyslíku a zvýší vlhkost vzduchu. Teorie, že je Ráma mrtvá loď, už není pravděpodobná.
Posádka zažívá doslova šok, když se začnou po planině pohybovat živé bytosti. Jak vzápětí zjistí, jsou to jen biologičtí roboti, účelově navržení, aby vykonávali údržbu lodi.
Mezitím ale Ráma několikrát změní směr letu. Fakt, že je loď řízena bytostí nebo programem, je neoddiskutovatelný. Strach lidí spolu s xenofobií se začíná projevovat. Kolonie na Merkuru, bez vědomí Organizace spojených planet, posílá k Rámovi střelu s jadernou hlavicí. Posádka Endeavouru využije zpoždění rádiového spojení mezi střelou a Merkurem a deaktivuje ji.
Ráma se ale blíží k periheliu a Endeavour jej musí opustit. Ráma provede poslední korekci dráhy – přímo skrz Sluneční koronu. Získává tak rychlost i energii a pak opouští Sluneční soustavu.

## Česká vydání
- Setkání s Rámou, Svoboda 1984, překlad Zdeněk Volný
- Setkání s Rámou, Baronet 1993, ISBN 80-85621-31-2, překlad Zdeněk Volný
- Setkání s Rámou, Baronet 2009, ISBN 978-80-7384-231-4, překlad Zdeněk Volný